# Анна (роман)
«Анна» — роман в стихах, написанный петербургским поэтом Александром Дольским. Закончен в 2005 году.

## Сюжет
Темой романа стали извечные, но преломлённые современностью проблемы: любовь и общество, корысть и талант, грех и смирение. Колдующе подана тема Женщины, как чарующего неисповедимо прекрасного женского начала, так и магической «чёрной» безумной страсти.
Герой романа — Андрей, художник с Божьей искрой, знакомится с Анной, дочерью типичного нувориша. Их любви предстоит пройти испытание «и водой, и огнём, и медными трубами», которые утопили художника в вине и слабоволии. Вообще, теме пьянства как попытке ухода от реальности Дольский посвятил значительную часть книги, стоящую особняком от основного сюжета.
Сюжет развивается далее с появлением детей — носителей Новой жизненной философии, нравственности, человечности.
Роман обилен мыслями автора о текущих изменениях в обществе, об искусстве и псевдоискусстве, о падении ценностей, о деньгах и их власти. В повествовании в завуалированном виде появляется как Сатана, так и Христос.

## Поэзия
«Анна» представляет собой редкую разновидность романа — в стихах.
В каждой строфе у А. Дольского — по 18 строк; 14 строк онегинской строфы ему, «по собственному признанию», оказалось мало. Рифмовка свободная, как правило, перекрёстная, с характерным для шекспировских сонетов двустишием в конце.
```
Из своего лесного уголка
Под тенью нежной лиственницы и густой берёзы
Я вглядываюсь в небо, в звёзды, в облака,
Пишу стихи и избегаю прозы.
Но, кажется мне, данное писанье
К стихам по форме можно лишь отнесть.
Метафор нет — одно повествованье.
И мне уж критики оказывают честь.
И строфы, мол, у вас тяжеловесны,
И слог нелегок, и неясна суть.
А раньше вы умели заглянуть
И в душу, и взлететь до поднебесья.
Роман в стихах, не в прозе. Рифмы здесь игрушки.
Когда пускался на дебют, то трудностей не знал.
И в этом смысле Вяземскому Пушкин
О дьявольском различии писал.
Я эти сложности почувствовал сейчас,
Когда сюжет мой в отступлениях увяз
[
2
]
.
```

## Дополнительно
Роман в стихах «Анна» был издан тиражом в 1000 экземпляров, приобрести его можно только на концертах А. Дольского.
В настоящее время автор работает над переизданием романа.